# Oryctocera laminalis
Oryctocera laminalis är en fjärilsart som beskrevs av Achille Guenée 1854. Oryctocera laminalis ingår i släktet Oryctocera och familjen mott. Inga underarter finns listade i Catalogue of Life.